# Ara (quotidiano)
Ara (pronuncia catalana: [ˈaɾə], che significa "ora" in italiano) è un quotidiano catalano che ha iniziato le pubblicazioni il 28 novembre 2010, in coincidenza con le elezioni parlamentari catalane. Il fondatore fu Carles Capdevila. È il terzo quotidiano più letto in Catalogna e il quotidiano più letto tra quelli esclusivamente in lingua catalana. La sua edizione regionale, Ara Balears, è il quotidiano in lingua catalana più popolare delle Isole Baleari. L'edizione online di ARA ha registrato quasi 3,2 milioni di visitatori a settembre 2017, rendendolo il quotidiano online più popolare in lingua catalana.
La redazione del giornale comprende i giornalisti Antoni Bassas, Albert Om e Toni Soler, tutti noti per il loro lavoro con l'emittente televisiva pubblica catalana TV3. Tra gli articoli vi sono traduzioni catalane di relazioni e articoli della New York Times International Edition.
La linea editoriale di Ara non è considerata a supporto di alcun partito o ideologia politica specifica; il giornale è quindi generalmente considerato centrista per quanto riguarda la divisione sinistra-destra ma fortemente catalanista per quanto riguarda la questione delle relazioni tra Spagna e Catalogna.